# Stadion Miejski w Turnu Măgurele
Stadion Miejski (rum. Stadionul Municipal) – stadion piłkarski w Turnu Măgurele, w Rumunii. Obiekt może pomieścić 2500 widzów. Swoje spotkania rozgrywają na nim piłkarze klubu AFC Turris-Oltul Turnu Măgurele.